# Boston River SAD
Boston River SAD is een Uruguayaanse voetbalclub uit de hoofdstad Montevideo.

## Bekende spelers
- Nello Matías Sosa
- Martín Cardetti
- Kiyotaka Miyoshi
- Serafín García
- Luis Maldonado
- Juan Manuel Morales
- Bruno Fornaroli